# 邱文達

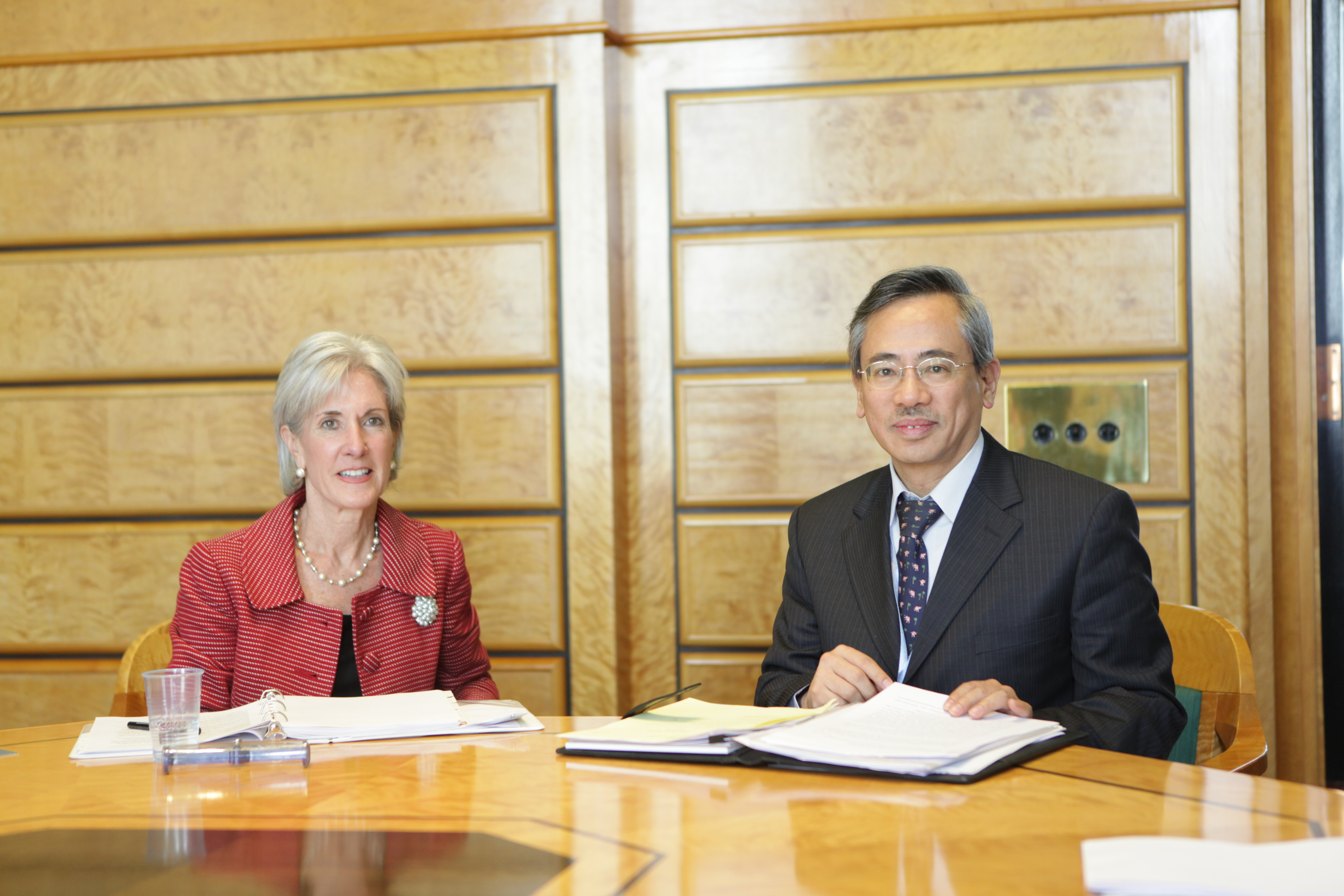
凱瑟琳·西貝利厄斯、邱文達

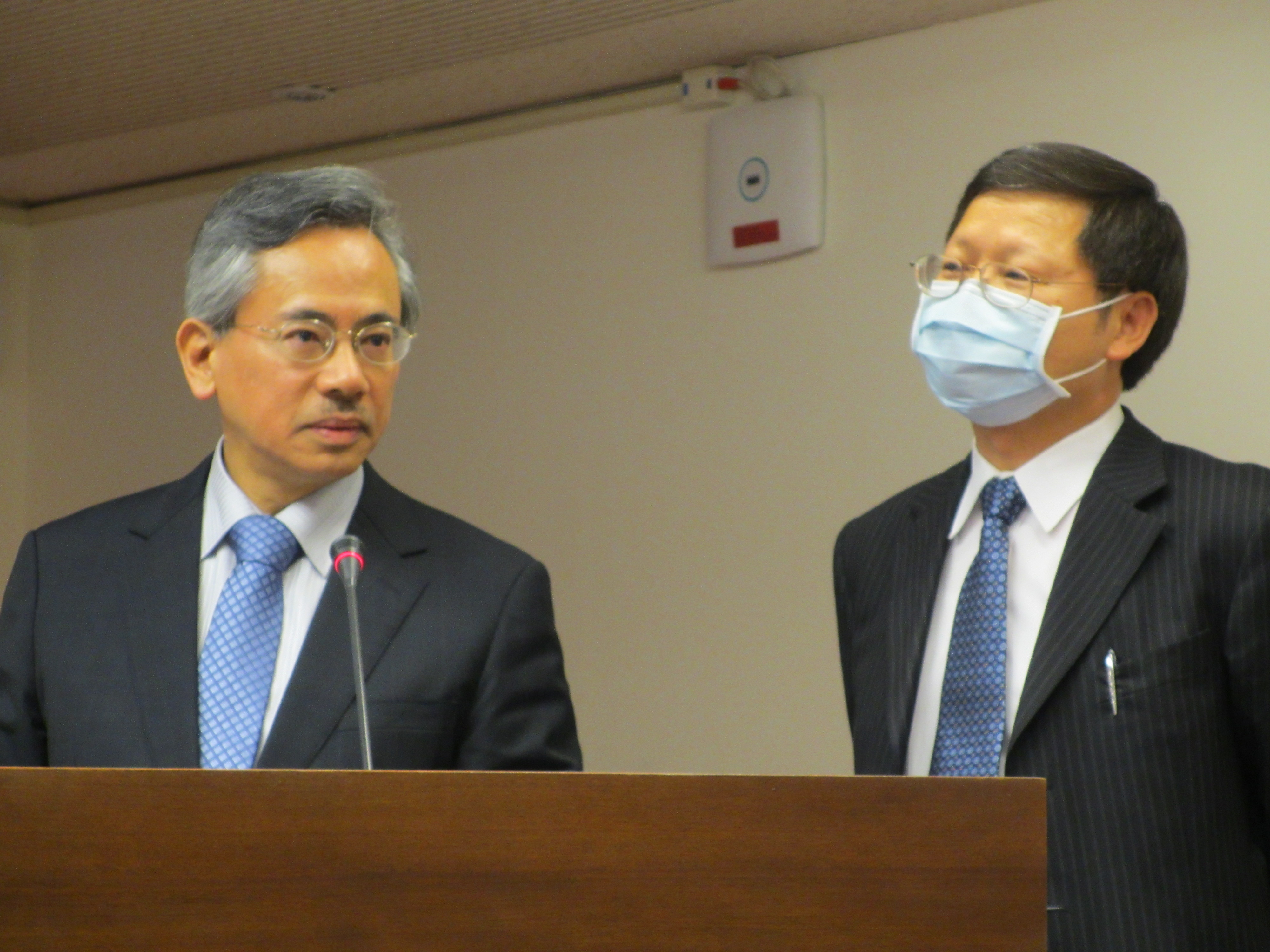
邱文達和張峰義

邱文達（1950年7月21日—），曾任中華民國衛生福利部部長，中山醫學院（今中山醫學大學）醫學系畢業，在1985年進入臺北醫學大學醫學系任教，2008年7月，同時接下臺北醫學大學第8任校長及雙和醫院院長。曾獲得第十七屆「厚生醫療奉獻獎」以及美國公共衛生協會的「大衛瑞爾公共衛生倡議獎」（David P. Rall Award for Advocacy in Public Health），成為首位非美籍獲此殊榮的公衛醫療人士。2013年7月23日原行政院衛生署改制為衛生福利部，時任署長的邱文達續任該部首任部長。

## 早年
出身於醫生世家，父親邱永聰曾經擔任過宜蘭縣議會的議長。在臺北醫學大學附設醫院擔任神經外科醫師，而後擔任臺北市立萬芳醫院院長、署立雙和醫院院長、臺北醫學大學校長。在醫學上的專長為神經外科、流行病學、傷害防治、品質管理。

## 公共服務

### 臺北醫學大學校長
邱文達擔任臺北醫學大學校長期間，臺北醫學大學進修推廣部開設預科班，開放有意赴歐讀醫的臺灣高中生修課（在周六及周日密集上課，每天8小時，授課內容包括英文、生物、化學及物理）。一年後入學考試口筆試及格的臺灣人，可赴歐洲，直接從德布勒森醫學院大二開始讀起。臺北醫學大學進修推廣部國際醫療服務暨教育推廣組組長蘇維文表態：這些醫學院專為臺灣、中國大陸、韓國及日本等亞洲學生開設國際班，全程以英文授課，教學品質不差。

### 衛生署署長（衛福部部長）
任職衛福部長期間，積極整合衛生醫療與社會福利資源，陸續完成120個長照社區據點、布建48個偏鄉離島衛生所的電子病歷網絡、19個部屬醫院啟動中低收入戶暨弱勢健康管理計畫、改善缺醫村計畫及提升照護服務員時薪，為長照體系及保險法制化鋪路等，統籌規劃與執行急性醫療與長期照護，以及改善離島、偏鄉地區的醫療資源不足與照顧問題，並獲104年度一等衛生福利專業獎章
任內爆發2011年5月塑化劑污染食品、2012年4到7月開放含瘦肉精美牛進口、2013年5月順丁烯二酸酐化製澱粉與同年10月銅葉綠素混油事件，及2014年9月黑心餿水油事件，但對於預防和處理應變能力備受爭議與批評，最終於2014年10月3日，宣布為臺灣餿水油事件負起政治責任，請辭衛福部長。

## 事件及言論
- 邱文達任職行政院衛生署署長期間，衛生署公開表明「以手機偵測持波蘭醫學學歷醫師執業相關資訊供大眾查詢」已涉隱私，恐涉違法，並表態「極不認同此種作法，盼主管機關重視並主動處理」[4]。

## 獲獎與榮譽
- 第十七屆「厚生醫療奉獻獎」：獲獎的主要貢獻為「推動騎機車戴安全帽宣導教育與立法實施，結合醫界建立十八萬筆資料的台灣頭部外傷資料庫」，他謙虛地表示當時是在其他熱心官員被抹黑成圖利安全帽廠商後，才讓最沒有利益衝突的他因緣際會成為站在第一線講話的主力戰將。[5]
  - 後又以同樣的事蹟獲得美國公共衛生協會的「大衛瑞爾公共衛生倡議獎」。

## 外部連結
- . 臺北醫學大學臨床醫學研究所.   [2012-10-27]. （原始内容存档于2016-03-04） （中文（臺灣））.

| 教育職務         | 教育職務                                            | 教育職務                           |
| ---------------- | --------------------------------------------------- | ---------------------------------- |
| 臺北醫學大學     |                                                     |                                    |
| 前任： 許重義    | 臺北醫學大學校長 第八任 2008年6月28日－2011年2月8日 | 繼任： 蘇慶華（代理） 正任：閻雲   |
| 中華民國政府職務 |                                                     |                                    |
| 行政院           |                                                     |                                    |
| 前任： 楊志良    | 衛生署署長 第十四任 2011年2月8日－2013年7月22日     | 改制為衛生福利部                   |
| 首任             | 衛生福利部部長 第一任 2013年7月23日－2014年10月3日  | 繼任： 林奏延（代理） 正任：蔣丙煌 |